# Aschères-le-Marché
Aschères-le-Marché település Franciaországban, Loiret megyében. Lakosainak száma 1140 fő (2022. január 1.). Aschères-le-Marché Bazoches-les-Gallerandes, Crottes-en-Pithiverais, Neuville-aux-Bois, Oison, Ruan, Trinay és Villereau községekkel határos.

## Népesség
A település népességének változása:
| Lakosok száma | 808  | 809  | 927  | 1165 | 1166 | 1148 | 1145 | 1136 | 1143 | 1140 |
|               | 1968 | 1982 | 1990 | 2006 | 2013 | 2015 | 2017 | 2019 | 2020 | 2022 |